# 东国十八贤
东国十八贤（韓語：동국18현），又称东方十八贤（동방18현），是朝鮮王朝对本国十八位陪祀朝鲜孔庙的历代儒学学者的统称。
朝鲜孔庙除祭祀孔子、四配、十哲、宋六贤之外，还祭祀本国有名的儒学学者，十八人的身份如下。
| 人物   | 所处时代 | 封谥   | 封谥时间                     | 从祀时间                   | 画像 |
| ------ | -------- | ------ | ---------------------------- | -------------------------- | ---- |
| 崔致远 | 新罗     | 文昌侯 | 高丽显宗十一年（1020年）     | 高丽显宗十一年（1020年）   |      |
| 薛聪   | 新罗     | 弘儒侯 | 高丽显宗十三年（1022年）     | 高丽显宗十三年（1022年）   |      |
| 安珦   | 王氏高丽 | 文成公 | 高丽忠烈王三十二年（1306年） | 高丽忠肃王六年（1319年）   |      |
| 郑梦周 | 王氏高丽 | 文忠公 | 朝鲜太祖元年（1392年）       | 朝鲜中宗十二年（1517年）   |      |
| 李滉   | 朝鲜王朝 | 文纯公 | 朝鲜宣祖九年（1576年）       | 朝鲜光海君二年（1610年）   |      |
| 金宏弼 | 朝鲜王朝 | 文敬公 | 朝鲜宣祖七年（1574年）       | 朝鲜光海君二年（1610年）   |      |
| 郑汝昌 | 朝鲜王朝 | 文献公 | 朝鲜宣祖八年（1575年）       | 朝鲜光海君二年（1610年）   |      |
| 赵光祖 | 朝鲜王朝 | 文正公 | 朝鲜仁宗十六年（1560年）     | 朝鲜光海君二年（1610年）   |      |
| 李彦迪 | 朝鲜王朝 | 文元公 | 朝鲜宣祖三十八年（1605年）   | 朝鲜光海君二年（1610年）   |      |
| 李珥   | 朝鲜王朝 | 文成公 | 朝鲜仁祖元年（1624年）       | 朝鲜肃宗八年（1682年）     |      |
| 成浑   | 朝鲜王朝 | 文简公 | 朝鲜仁祖二十一年（1633年）   | 朝鲜肃宗八年（1682年）     |      |
| 金长生 | 朝鲜王朝 | 文元公 | 朝鲜孝宗八年（1682年）       | 朝鲜英宗三十二年（1756年） |      |
| 宋时烈 | 朝鲜王朝 | 文正公 | 朝鲜肃宗二十一年（1682年）   | 朝鲜英宗三十二年（1756年） |      |
| 宋浚吉 | 朝鲜王朝 | 文正公 | 朝鲜肃宗二七年（1682年）     | 朝鲜英宗三十二年（1756年） |      |
| 朴世采 | 朝鲜王朝 | 文纯公 | 朝鲜肃宗二十四年（1698年）   | 朝鲜英宗四十年（1764年）   |      |
| 金鳞厚 | 朝鲜王朝 | 文正公 | 朝鲜显宗三八年（1669年）     | 朝鲜正祖二十年（1796年）   |      |
| 赵宪   | 朝鲜王朝 | 文烈公 | 朝鲜英宗二十五年（1649年）   | 朝鲜高宗二十年（1883年）   |      |
| 金集   | 朝鲜王朝 | 文敬公 | 朝鲜英宗三十五年（1659年）   | 朝鲜高宗二十年（1883年）   |      |